# Златина (село)
За българското женско име Златина, вижте Златина
Златина е село в Североизточна България. То се намира в община Провадия, Варненска област.

## История
Старото название на с. Златина е Йендже-кьой ("Ново село"). Според легендата, по време на османското владичество в селото живеела красива и смела мома Златина. По време на жътва турци я подгонили, за да я отвлекат, но тя успяла да стигне до висока скала край селото, под която и сега протича малка рекичка. За да не я хванат турците, тя се хвърлила от скалата в рекичката и загинала, но спасила честта си.
До Освобождението от османско владичество Йендже-кьой е чисто мюсюлманско село. Първите заселници от Южна Тракия идват около 1880 г. По-късно идват и семейства от селата от Еленския балкан. Най-известните стари родове са Тупалята и Джамбазята. Селото е присъединено към Провадийската община през 1908 г., по молба на около 35 негови жители.
През 1910 г. 58 жители на Йендже-кьой изпращат заявление до кмета на гр. Провадия, с което го молят името на населеното място да бъде променено на "Златина", понеже турското название било непонятно за тях, а и в самото село по това време вече нямало никакви турски семейства. Така с Решение № 34/06.02.1910 г. на Кмета на гр. Провадия, селото получава своето българско име. В годините след това селото отново се среща със старото си турско име, което вероятно налага кметската заповед от 1910 г. да бъде препотвърдена с решение № 598 на Провадийския Общински съвет от 18 октомври 1924 г.
До 1958 г. селото е част от Провадийска община, след което е включено в състава на община Млада гвардия, а от 1978 до 1996 г. е в състава на община Ветрино. През 1996 г. е включено обратно в рамките на община Провадия.

## Население
Численост на населението според преброяванията през годините:
| \| Година на преброяване \| Численост \| \| --------------------- \| --------- \| \| 1934 \| 495 \| \| 1946 \| 559 \| \| 1956 \| 521 \| \| 1965 \| 474 \| \| 1975 \| 415 \| \| 1985 \| 375 \| \| 1992 \| 315 \| \| 2001 \| 298 \| \| 2011 \| 260 \| \| 2021 \| 203 \| |           |
| Година на преброяване | Численост |
| 1934 | 495       |
| 1946 | 559       |
| 1956 | 521       |
| 1965 | 474       |
| 1975 | 415       |
| 1985 | 375       |
| 1992 | 315       |
| 2001 | 298       |
| 2011 | 260       |
| 2021 | 203       |

### Етнически състав

#### Преброяване на населението през 2011 г.
Численост и дял на етническите групи според преброяването на населението през 2011 г.:
|                     | Численост | Дял (в %) |
| Общо                | 260       | 100.00    |
| Българи             | 146       | 56.15     |
| Турци               | 42        | 16.15     |
| Цигани              | 67        | 25.67     |
| Други               | ?         | ?         |
| Не се самоопределят | ?         | ?         |
| Неотговорили        | –         | –         |